# Hentzia calypso
Hentzia calypso är en spindelart som beskrevs av David B. Richman 1989. Hentzia calypso ingår i släktet Hentzia och familjen hoppspindlar. Inga underarter finns listade i Catalogue of Life.